# 三河镇 (索姆省)
三河镇（法語：Trois-Rivières，發音：[tʁwa ʁivjɛʁ] ⓘ）是法国上法兰西大区索姆省蒙迪迪耶区的一个市镇，位于该省中部偏东南，于2019年1月1日由原市镇孔图瓦尔、阿日库尔和阿夫尔河畔皮埃尔蓬合并而成，行政中心位于阿夫尔河畔皮埃尔蓬。
三河镇一个新市镇，三个原市镇为该新市镇的委派市镇。

## 地名
“三河镇”（Trois-Rivières）一名来源于其境内的三条河流：阿夫尔河（Avre）、特鲁瓦东河（Trois Doms）和布拉什河（Brache）。

## 地理
三河镇（49°42'47"N, 2°32'35"E）面积16.63 平方千米，位于法国上法蘭西大區索姆省，该省份为法国北部沿海省份，北起加来海峡省和北部省，西接滨海塞纳省和大西洋英吉利海峡，南至瓦兹省，东临埃纳省。
与三河镇接壤的市镇（或旧市镇、城区）包括：拉讷维尔西尔贝尔纳、勒普莱西耶-罗赞维莱尔、桑泰尔地区昂热斯特、达沃内斯库尔、布西库尔、格拉蒂比、布扬库尔拉巴塔耶、马尔帕尔、欧布维莱尔、布拉什。
三河镇的时区为UTC+01:00、UTC+02:00（夏令时）。

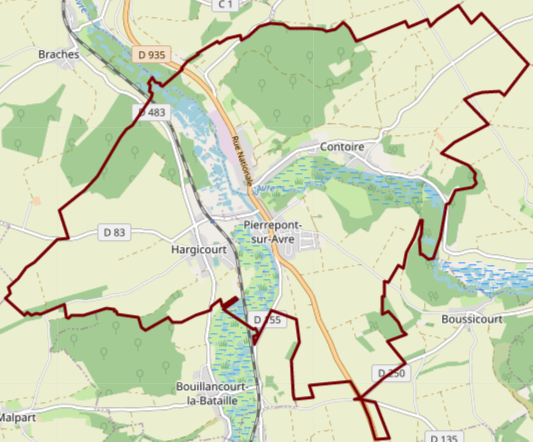
三河镇的OSM定位图

## 行政
三河镇的邮政编码为80500，INSEE市镇编码为80625。

## 政治
三河镇所属的省级选区为鲁瓦县。

## 人口
三河镇于2022年1月1日时的人口数量为1484人。